# Бібщани
Бібща́ни — село в Україні, у Золочівському районі Львівської області. Орган місцевого самоврядування — Бібщанська сільська рада, що нині входить до складу Поморянської об'єднаної територіальної громади. Населення становить 370 осіб.

## Географія
Розташоване за 28 кілометрів від  райцентру на лівому березі річки Золота Липа.

## Історія
1492 року Ян Сененський постав перед судом під загрозою відібрання маєтку Бібщани, який належав дружині теребовлянського старости Зигмунта з Поморян (Кердея); за вироком суду, Бібщани залишились у Яна Сененського. Суперечка закінчилась після його смерті (в середині XVI ст.).
У другій світовій війні на боці радянської армії воювали 23 жителі села, з них 5 загинули.

## Інфраструктура
У радянські часи в селі працювали цегельно-черепичний завод, головна садиба колгоспу «Більшовик». До нього входило 1600 га сільгоспугідь та 1200 га ріллі зокрема. Спеціалізувався колгосп на тваринництві й вирощуванні льону. Нині у селі діє народний дім, працюють медпункт та початкова школа.

## Пам'ятки
У Бібщанах є дерев'яна церква Різдва Пресвятої Богородиці, споруджена 1739 року майстром Теодором (Федором) Бреґінем. У 1841 року перероблена майстром І. Росошкою. До 1939 року покровителем церкви був відомий землевласник Юрій граф Потоцький. На південний схід від церкви розташована дерев'яна квадратова в плані двоярусна дзвіниця, накрита пірамідальним дахом. Церква внесена до Реєстру пам'яткок архітектури національного значення. Нині перебуває у користуванні громади ПЦУ. 